# De si jolis chevaux (film)
Pour l’article homonyme, voir De si jolis chevaux.
Pour plus de détails, voir Fiche technique et Distribution.
De si jolis chevaux (All the Pretty Horses) est un film américain de Billy Bob Thornton sorti en 2000 et adapté du roman éponyme de Cormac McCarthy publié en 1994.

## Synopsis
John Grady Cole, un cowboy âgé de 16 ans et son meilleur ami Lacey Rawlins, franchissent les frontières pour se rendre dans le Sud du Mexique.
Ils rencontrent, parmi d'autres, un jeune homme nommé Jimmy Blevins qui devient leur ami, et une jeune aristocrate, Alejandra Villarreal, dont John Grady tombe amoureux. Au Mexique, il devient plus mature et plus réaliste en voyant toutes les atrocités du monde.

## Fiche technique
- Titre : De si jolis chevaux
- Titre original : All the Pretty Horses
- Réalisation : Billy Bob Thornton
- Scénario : Ted Tally, d'après le roman De si jolis chevaux de Cormac McCarthy
- Production : Robert Salerno et Billy Bob Thornton
- Montage : Sally Menke
- Musique : Marty Stuart
- Sociétés de production : Columbia Pictures et Miramax
- Sociétés de distribution :  Columbia Pictures /  Sony Pictures Releasing France
- Pays :  États-Unis
- Genre : Western, drame
- Durée : 116 minutes
- Dates de sortie :
  -  États-Unis : 25 décembre 2000
  -  France : 6 juin 2001

## Distribution
- Matt Damon (VF : Damien Boisseau) : John Grady Cole
- Henry Thomas (VF : Cédric Dumond) : Lacey Rawlins
- Penélope Cruz (VF : Barbara Delsol) : Alejandra
- Rubén Blades (VF : Antoine Tomé) : Hector de la Rocha
- Sam Shepard (VF : Hervé Bellon) : J.C. Franklin
- Robert Patrick (VF : Bruno Devoldère) : Cole
- Lucas Black (VF : Donald Reignoux) : Jimmy Blevins
- Miriam Colon (VF : Évelyn Séléna) : Doña Alfonsa
- Bruce Dern (VF : Patrick Floersheim) : Juge
- Augustin Solis : Manuel
- Elizabeth Ibarra : Maria
- Lonnie Rodriguez : Esteban
- Jesse Plemons : John Grady Coll petit

Sources et légende : Version française (VF) sur Voxofilm